# Sint-Catharinakerk ('s-Gravenwezel)
De Sint-Catharinakerk is een parochiekerk in 's-Gravenwezel, een deelgemeente van de Vlaamse gemeente Schilde.

## Geschiedenis van de parochie
De Abdij van Ename was in de 12e eeuw eigenaar van grote delen van de streek rond 's-Gravenwezel. Vermoedelijk rond 1200 richtte ze er de parochie van 's-Gravenwezel op en behield er het patronaat over. In de 13e eeuw begonnen de heren van Marbais gronden te kopen in 's-Gravenwezel - onder meer in 1259 van de abdij van Hemiksem. Zij gingen zich al snel inmengen in de benoeming van pastoors in de parochie, toen een begeerd ambt door de opbrengsten van allerlei diensten. Dit leidde tot spanningen: bijvoorbeeld reeds in 1279 was er een betwisting tussen de heren van Marbais en de Abdij van Ename over de pastoorsbenoeming. De bisschop van Kamerijk bevestigde dat de heren van Marbais inderdaad de vorige pastoor hadden mogen benoemen, maar dat dit slechts een eenmalige gunst was.
De inkomsten van de parochie kwamen grotendeels uit het verpachten van kerkeigendommen en uit het innen van tienden. Een niet onbelangrijke derde bron vormden de schenkingen, waaronder testamentaire schenkingen in ruil voor jaarlijkse missen.
In 1318 ging de parochie 's-Gravenwezel en alle bijhorende rechten over van de Abdij van Ename naar de Sint-Michielsabdij van Antwerpen. Vanaf 1319 werd de parochie dan ook bediend door de norbertijnen van Antwerpen. Dit bleef zo tot de Sint-Michielsabdij werd opgeheven tijdens de Franse Revolutie. Nadien namen de norbertijnen van de Abdij van Averbode de bediening van de parochie over tot 1833.
Enkele namen van pastoors van de parochie uit de eerste eeuwen van haar bestaan zijn wel gekend. De oudst bekende naam is die van pater Daniël, die er in 1305 pastoor was. De volgende met naam gekende pastoor is Amandus Ghereyders in 1443. Vanaf 1590 zijn alle pastoors gekend. In 1590 wordt Joannes de Haze vernoemd als pastoor. De Haze was voordien norbertijn in de Abdij van Middelburg. Deze werd echter veroverd en opgeheven na het Beleg van Middelburg (1572-1574). De paters weken uit naar elders en de Haze kwam eerst terecht in de Abdij van Tongerlo en daarna in de Sint-Michielsabdij te Antwerpen. Van daaruit werd hij aangesteld als pastoor te 's-Gravenwezel. Hij overleed er op 8 maart 1610.
In 1617 werd Adrianus van Cuyck er pastoor. De Tachtigjarige Oorlog was toen onderbroken door het Twaalfjarig Bestand. Toen dit afliep in 1621, hernamen de vijandelijkheden. 's-Gravenwezel zat geprangd tussen het Staatse leger van Bergen op Zoom en het Leger van Vlaanderen in Antwerpen. De tussenliggende dorpen moesten maandelijks een brandschatting betalen aan de Staatse troepen, waardoor er onder de bevolking veel angst heerste. Er wordt vermeld dat pastoor Adrianus van Cuyck in 1627 in de toren van de kerk woonde omdat hij uit schrik voor de soldaten niet in de pastorie durfde wonen. De kerk was ook volgestouwd met bezittingen van de parochianen. Met de Vrede van Münster kwam in 1648 een einde aan deze angst.
De laatste norbertijnerpastoor was Adrianus Verheyen: hij bediende de parochie van 1817 tot 1833. Waarom de norbertijnen van Averbode dan stopten met de bediening van de parochie is niet geweten. De eerste seculiere pastoor van de parochie was Cornelius Broeckx: hij was er van 1833 tot zijn dood in 1851.

## De kerk

### De oude kerk
Zodra er een parochie was, was er een kerk. Over de vorige kerk of kerken is weinig geweten, maar er zijn nog wel enkele overblijfselen van in de huidige kerk. In de rechterkruisbeuk van de kerk bevindt zich de oudste grafsteen van "jonkvrouw Lysbet, gravin van Wesele", gestorven op 12 november 1444. Andere grafstenen uit de 18e en 19e eeuw werden overgebracht naar het koetshuis van het kasteel van 's-Gravenwezel.
Rond de oude kerk lag een kerkhof. Aan de oostelijke zijde van de restanten van het kerkhof staat een stuk oude, gotische muur. Dit was de koormuur waartegen het hoofdaltaar stond. Tegen de muur staat een grafmonument van de familie de Caters, die voor de kerk en 's-Gravenwezel belangrijk was. In tegenstelling tot de huidige kerk, was de oude naar het oosten gericht.
Begin 19e eeuw nam de bevolking van 's-Gravenwezel toe, waardoor de oude kerk te klein werd. Reeds in 1848-1849 was er een plan om de kerk te vergroten. De financiering zou komen van de adellijke vrouwen De Caters en Gillès. Ze zouden elk 12.000 frank geven, maar stelden voorwaarden waaraan de pastoor niet kon voldoen. De daaropvolgende jaren deed Mathilde de Caters nog meer voorstellen, maar ze werden telkens afgewezen. De vergroting ging niet door; in plaats daarvan werd de oude kerk afgebroken en een nieuwe gebouwd. In 1873 kwamen er berichten dat de toestand van de oude kerk slecht was: er waren barsten in het plafond en de muren begonnen meer naar buiten over te hellen. De kerk werd dus te klein en te gevaarlijk. De provinciale bouwmeester Eugeen Gife werd erbij gehaald om de noden te evalueren. Hij oordeelde dat de kerk in slechte staat was, evenwel zonder onmiddellijk gevaar. Gezien de slechte staat van de funderingen raadde hij in april 1873 aan de kerk volledig te herbouwen, zonder dit te lang uit te stellen. Op 30 december 1873 stuurde de arrondissementscommissaris een brief naar de gemeenteraad met de opdracht onverwijld werk te maken van de volledige heropbouw van de kerk.

### De huidige kerk

#### Bouw
Eind januari 1874 beslisten de gemeenteraad en de kerkfabriek samen om een nieuwbouw aan te gaan. Een maand later werd deze beslissing goedgekeurd door de bestendige deputatie. De kosten zouden voor 1/3 ten laste zijn van de kerkfabriek, 1/3 van de gemeente, 1/6 van de provincie en 1/6 van de staat. Burgemeester Philippe Gillès de 's Gravenwezel zegde een gift toe van 30.000 frank. De kerkfabriek zegde 9.000 frank toe en de gemeente 9.000 frank. Mathilde de Caters schonk 23 are grond waarop de kerk gebouwd moest worden en stelde als bijkomende voorwaarde dat de familiegrafkelder verdubbeld moest worden in oppervlakte. Eind 1875 werd het definitief bestek goedgekeurd ten bedrage van 100.677,64 frank. De kerk werd ontworpen door Eugeen Gife. In 1876 begonnen de bouwwerken. Op 6 augustus konden reeds twee gedenkstenen in de voorgevel geplaatst worden. De ene uit erkentenis tegenover Philippe Gillès de 's Gravenwezel voor zijn gift en de andere vermeldt de opdrachtgevers: de gouverneur van de provincie Antwerpen Edward Pycke d'Ideghem, burgemeester Philippe Gillès de Pélichy, pastoor J.B. Soebert en bouwmeester Eugeen Gife. Mathilde de Caters kreeg een marmeren vloertegel vooraan in de kerk: naast de grond schonk zij ook de vloer van de kerk. Op 23 januari 1878 werden de uitgevoerde werken voorlopig goedgekeurd. De plechtige inwijding gebeurde op 29 september 1879 door hulpbisschop Gustave De Battice.
De oude kerk werd afgebroken en de laatste resten werden in 1881 uitgegraven. In 1900 werd de kerkhofmuur gebouwd.

#### Oorlogsjaren
Tijdens de Eerste Wereldoorlog werden veel kerktorens gedynamiteerd om te voorkomen dat ze militair zouden worden gebruikt. Om dit te vermijden werd het bovenste deel van de kerktoren van de Sint-Catharinakerk begin oktober 1914 afgebroken. Dit was de enige schade die 's-Gravenwezel opliep tijdens deze oorlog. In 1922 werd de toren hersteld.
Tijdens de Tweede Wereldoorlog werden drie van de vier kerkklokken weggehaald om er kanonnen mee te maken. In de winter van 1944-45 leed de kerk schade door V-bommen. Eind 1944 gebeurden reeds de eerste voorlopige herstellingen. In de winter van 1945-46 volgden de definitieve herstellingen.

#### Beschrijving
Zoals hoger aangegeven is de huidige kerk niet georiënteerd: het hoogaltaar is staat in het zuiden. Hiervoor werd eind 1875 uitdrukkelijk toestemming gevraagd aan het aartsbisdom. De kerk is gebouwd in neogotische stijl. Ze is 41 m lang en 13 m hoog (middenbeuk).
Een aantal zaken uit het interieur zijn nog afkomstig uit de oude kerk. Zo bevindt zich onder het oksaal een 18e-eeuws medaillon met de heilige Norbertus. De biechtstoelen in de zijbeuken dateren van 1750 en ook het koorgestoelte stamt uit de 18e eeuw.

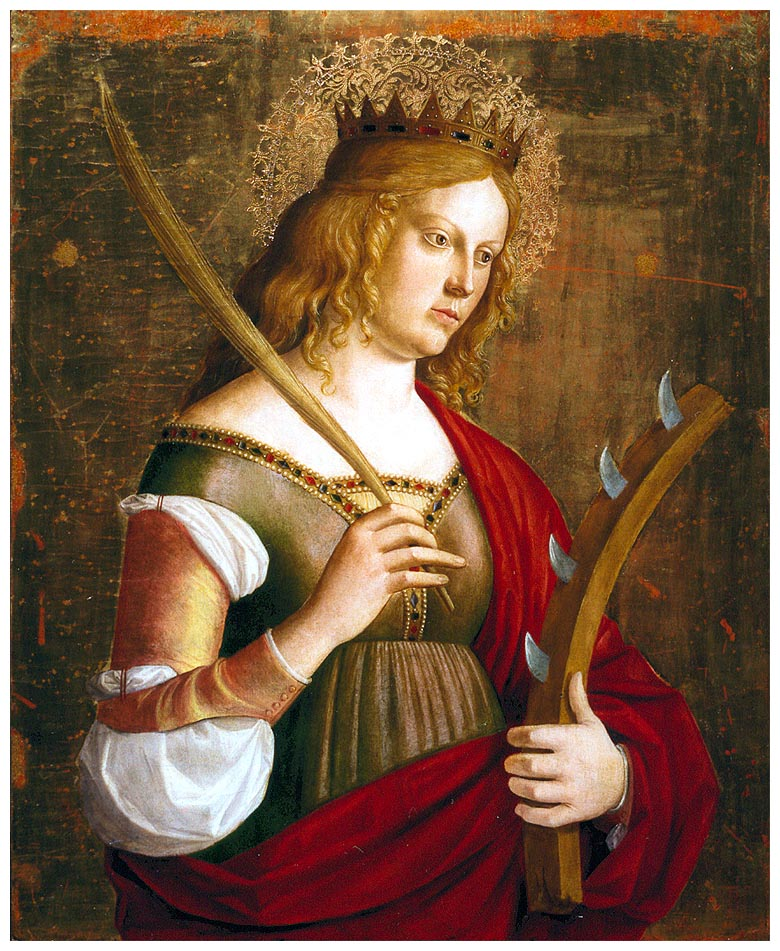
Catharina van Alexandrië met een deel van het rad met messen.

De heiligenbeelden tegen de pilaren werden gemaakt door Jan Baptist Van Wint; het oudste beeld is van 1883 en stelt Antonius van Padua voor, het jongste is Sint Hubertus uit 1904. De preekstoel is neogotisch en dateert van 1900 en werd eveneens gemaakt door Jan Baptist Van Wint naar een ontwerp van de architect Jules Bilmeyer. (De oudste grafsteen bevindt zich achter de preekstoel.) Het hoofdaltaar dateert van rond 1880. De glasramen zijn van 1930 en werden aangebracht voor twee feestelijkheden: het honderdjarig bestaan van België en het vijfentwintigjarig priesterschap van de toenmalige pastoor Jacobs.
In de toren hangen vier klokken. De oudste klok is de kleinste en dateert van 1828. De drie andere werden gesmolten tijdens de Tweede Wereldoorlog, maar later hergoten. De grootste klok heet Onze-Lieve-Vrouw; ze heeft een diameter van 131 cm en weegt 1371,5 kg. Ze werd opnieuw gegoten in 1958. De tweede grootste klok heet Sint-Catharina, ze heeft een diameter van 115 cm en weegt 958 kg. Deze klok werd in 1952 hergoten. De laatste klok heet Sint-Jozef. Ze werd gegoten in 1958, heeft een diameter van 98 cm en weegt 667 kg.

## Sint-Catharina
De beschermheilige van de kerk is Sint-Catharina of Catharina van Alexandrië. Na foltering - onder meer met een rad met messen dat echter in stukken brak - stierf zij in 307 door onthoofding. In de vroege middeleeuwen werd zij alleen in het oosten vereerd, maar vanaf de kruistochten ook in het westen. Ze werd een zeer populaire heilige. Een relikwie van haar kwam terecht in de abdij van Ename, die oorspronkelijk de rechten op de parochie had. Deze relikwie werd verwerkt in het altaar van de Sint-Catharinakerk.

## Bescherming
Op 4 juli 1980 werd de Sint-Catharinakerk met de omgeving beschermd als dorpsgezicht.